# جان ديفيد كولز
جون ديفيد كولز (بالإنجليزية: John David Coles)‏ هو الأمريكي فيلم ومدير تلفزيوني. أخرج خمس حلقات من إتش بي أو وكوميديا الموقف والجنس والمدينة ، بالإضافة إلى حلقات تشريح غراي ، قانون ونظام ، الجناح الغربي ، ربات بيوت يائسات ، أرض الوطن ، و 11.22.63 .
كما عمل منتجاً في بلاد العجائب ، الابتدائية ، والأغاني في الوقت العادي . في عام 2015، تم ترشيح كولز جائزة إيمي وجائزة الجمهور PGA عن عمله كمنتج تنفيذي ومدير لسلسلة نتفليكس عن مسلسل بيت البطاقات .
حيث عمل مخرجاً وثائقياً قبل ذلك، وقام بإخراج فيلم وثائقي حول أمهرست أثناء دراسته في الكلية، والذي بُثَّ لاحقاً على بي بي إس. كما عمل مساعد محرر لفرانسيس فورد كوبولا، وأخرج أيضًا أفلامًا تجارية لشركة إيه تي أند تي وبيبسي. كما قدم أول ظهور تلفزيوني له بالشورت في ساترداي نايت لايفعلى قناة هيئة الإذاعة الوطنية.

## الإخراج
- الخاطئ (2018)
  - حلقة. 2.03 «الجزء الثالث»
- السيد مرسيدس (2017)
  - الحلقة 1.03 «غائم مع فرصة للفوضى»
- الابن (2017)
  - الحلقة 1.08 "Honey Hunt"
- إطلاق النار (2017)
  - الحلقة 1.07 «الساعة السابعة: محتوى شخصياتهم»
- محطة برلين (2016)
- جنون الكلاب (2016)
- 11.22.63 (2016)
- الوطن (2015)
- بيت البطاقات (2014)
  - الحلقة 2.5 «الفصل 18»
  - الحلقة 2.6 «الفصل 19»
  - الحلقة 2.11 «الفصل 24»
  - الحلقة 3.1 «الفصل 27»
  - الحلقة 3.2 «الفصل 28»
- ترامب غير مصرح به (2005) (تلفزيون)
- تشريح غراي (2005) مسلسل تلفزيوني
  - الحلقة 1.05 «اهتز أخدودك»
- ربات بيوت يائسات (2004) مسلسل تلفزيوني
  - الحلقة 1.11 «تحرك»
- جاك وبوبي (2004) مسلسل تلفزيوني
  - الحلقة 1.06 «فالنتينو»
- كارين سيسكو (2003) مسلسل تلفزيوني
  - الحلقة 1.04 «العدل»
- دفع، نيفادا (2002) مسلسل تلفزيوني
- السفارة الأمريكية (2002) مسلسل تلفزيوني
- القانون والنظام: النية الإجرامية (2001) مسلسل تلفزيوني
  - الحلقة 1.10 «العدو من الداخل»
- المسلسل التلفزيوني $ treet (2000)
- مسلسل بلاد العجائب (2000)
- الجناح الغربي (1999) مسلسل تلفزيوني
  - الحلقة 4.10 «رادار القطب الشمالي»
  - الحلقة 4.21 «الحياة على كوكب المريخ»
- Maximum Bob (1998) مسلسل تلفزيوني
- الجنس والمدينة (1998) مسلسل تلفزيوني
  - الحلقة 2.06 «منحنى الغش»
  - الحلقة 3.13 «الهروب من نيويورك»
  - الحلقة 3.14 «الجنس ومدينة أخرى»
  - الحلقة 5.03 «حظّ كسيدة عجوز»
  - الحلقة 5.04 «فتاة الغلاف»
- لا شيء مقدس (1997) مسلسل تلفزيوني
- Feds (1997) مسلسلات تلفزيونية
- نيويورك نيوز (1995) مسلسل تلفزيوني
- أصدقاء في الماضي (1995) (تلفزيون)
- ضد إرادتها: قصة كاري باك (1994) (تلفزيون)
- Birdland (1994) مسلسل تلفزيوني
- فيلي هيت (1994) مسلسل تلفزيوني
- The Good Fight (1992) (تلفزيون)
- سوف أطير بعيدا (1991) مسلسل تلفزيوني
- دارو (1991) (تلفزيون)
- الابن الصاعد (1990 / I) (تلفزيون)
- التعرض الشمالي (1990) مسلسل تلفزيوني
- علامات الحياة (1989)
- Crossbow (1988) مسلسل تلفزيوني

## روابط خارجية
- جان ديفيد كولز على موقع IMDb (الإنجليزية)
- جان ديفيد كولز على موقع ألو سيني (الفرنسية)
- جان ديفيد كولز على موقع أول موفي (الإنجليزية)
- جان ديفيد كولز على موقع قاعدة بيانات الأفلام السويدية (السويدية)
- جان ديفيد كولز على موقع قاعدة بيانات الفيلم (الإنجليزية)
- جان ديفيد كولز على موقع كينوبويسك (الروسية)
- الموقع الرسمي